# Fontaines de la place des Vosges
Les fontaines de la place des Vosges sont quatre fontaines identiques placées aux angles du square Louis-XIII, sur la place des Vosges, dans le 4e arrondissement de Paris. Elles ont été réalisées par l'architecte Jean-François Mesnager et le sculpteur Jean-Pierre Cortot.

## Localisation
Les fontaines s'élèvent au centre de chacune des quatre pelouses carrées qui forment le square Louis-XIII, sur la place des Vosges, dans le 4e arrondissement de Paris.
Elles sont nommées en fonction des points cardinaux par rapport à la place : nord-est, nord-ouest, sud-est et sud-ouest.

## Description

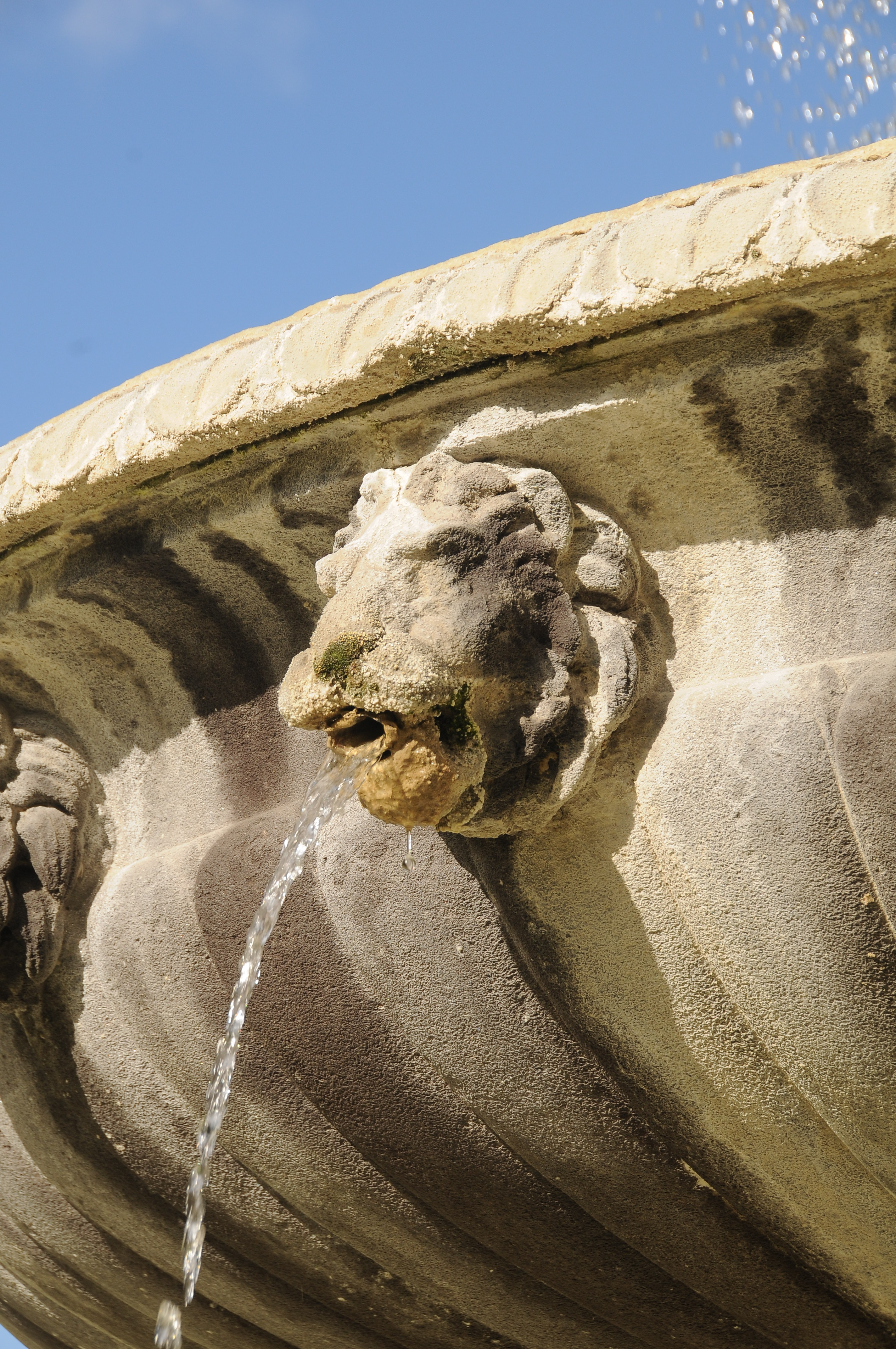
Détail d'une tête de lion.

Les quatre fontaines sont parfaitement identiques et sont en pierre de Volvic,. Elles comportent un bassin circulaire au centre duquel se trouvent deux piédouches supportant deux vasques de formes décroissantes. L'eau ruisselle depuis la gerbe posée au sommet jusqu'au sol. Lorsqu'elle arrive dans le grand vasque, elle est recrachée dans le bassin circulaire par 16 têtes de lions décoratives. Les quatre fontaines sont alimentées par l'Ourcq.

## Histoire
Les quatre fontaines sont installées en 1825, au moment où Louis XVIII fait construire au centre du square une nouvelle statue équestre de Louis XIII pour remplacer celle qui a été détruite pendant la Révolution.
Les plans des fontaines sont de l'architecte Jean-François Mesnager et elles sont sculptées par Jean-Pierre Cortot,, qui réalise aussi la statue de Louis XIII.
Les fontaines sont à nouveau alimentées en eau en 1988, lors d'une réfection du square.

## Galerie photos

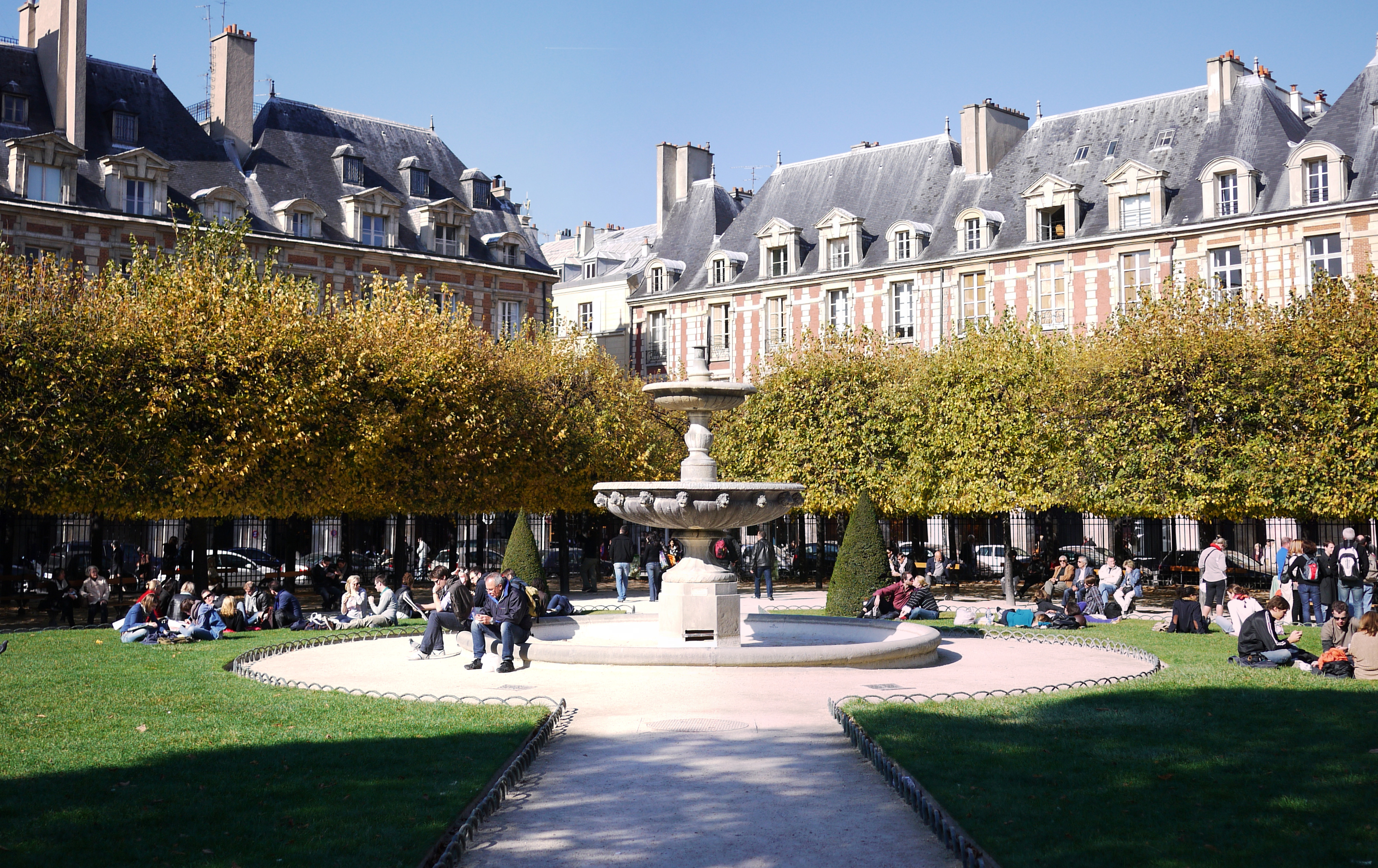
La fontaine nord-ouest
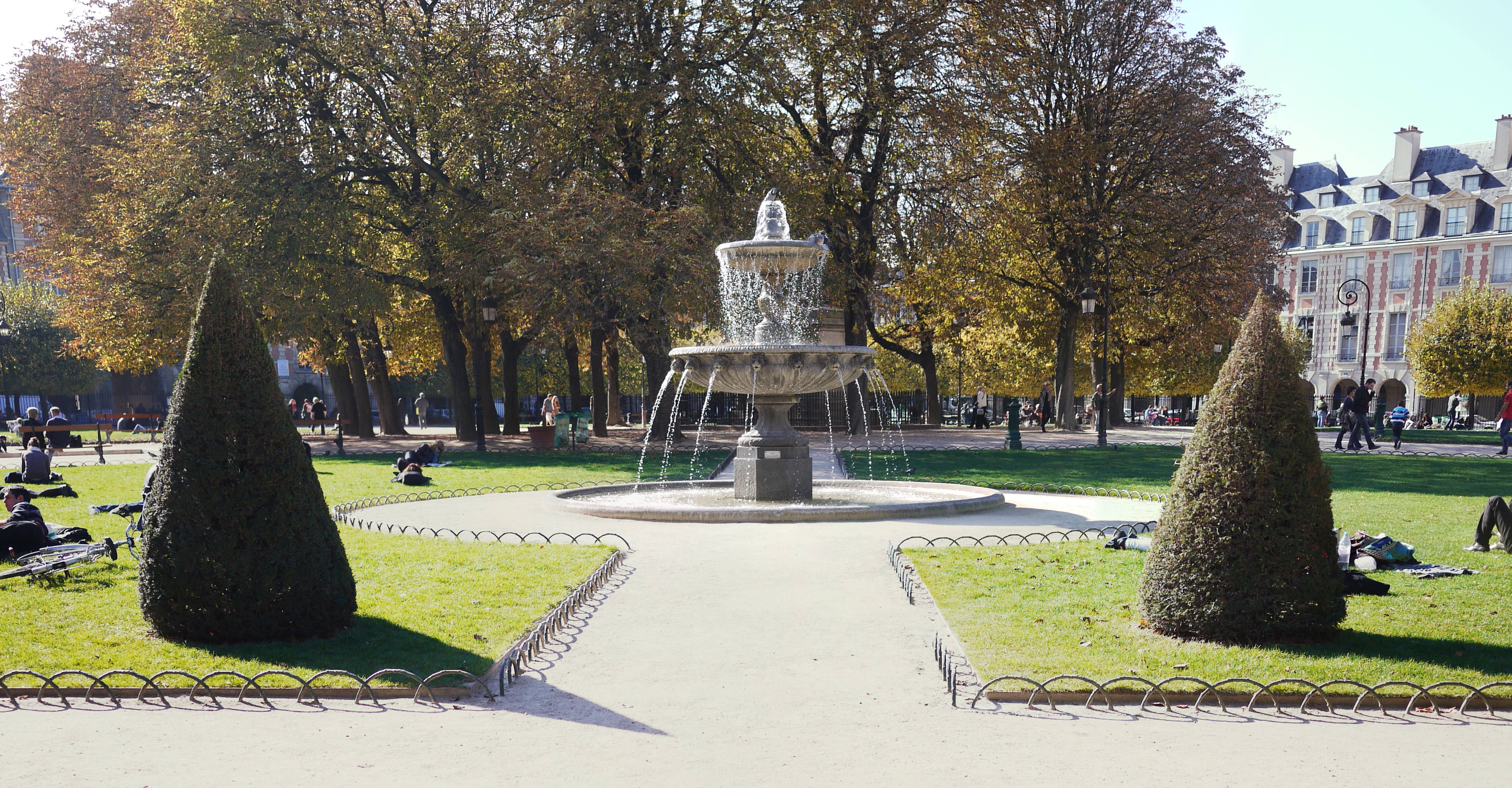
La fontaine nord-est
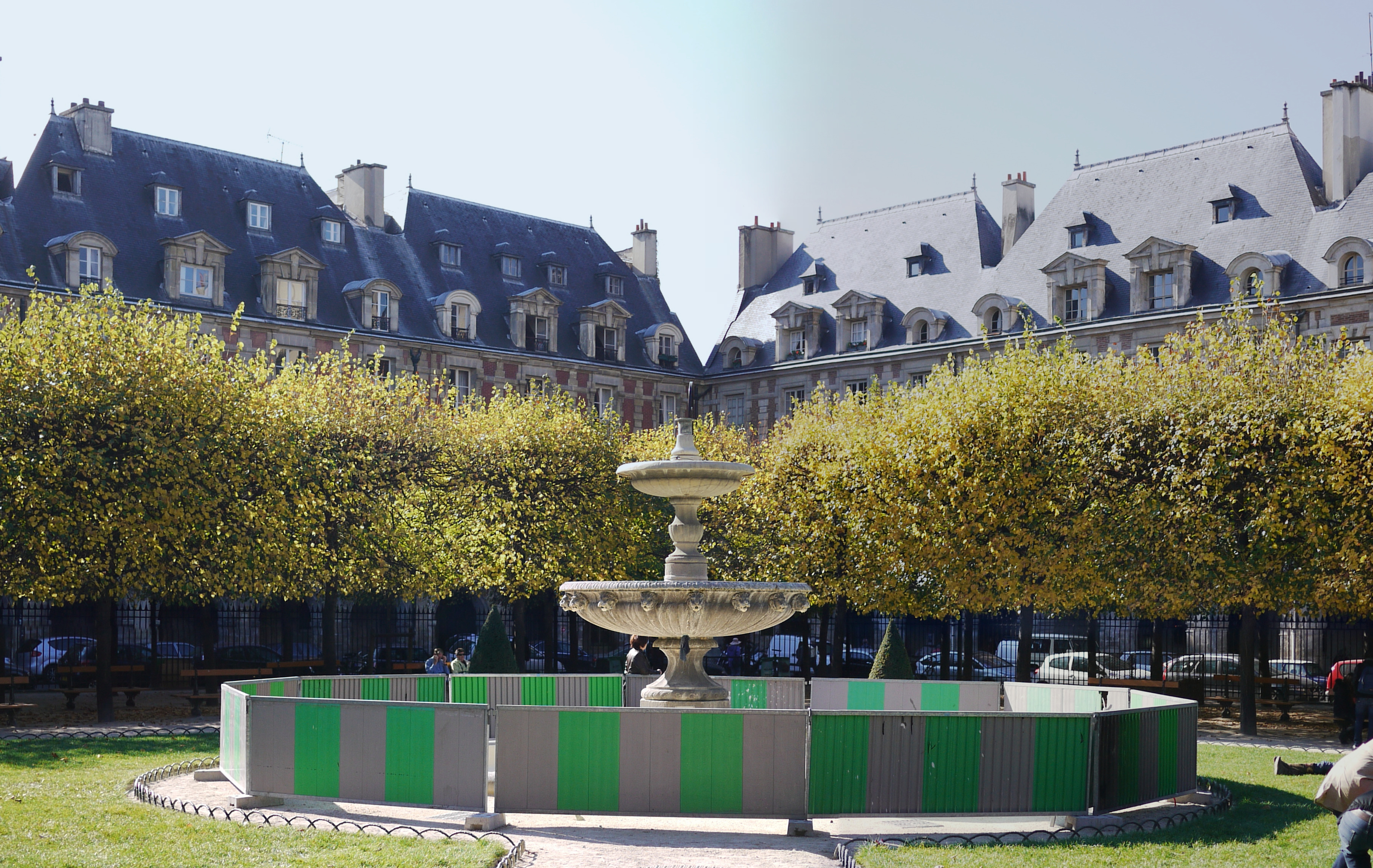
La fontaine sud-ouest
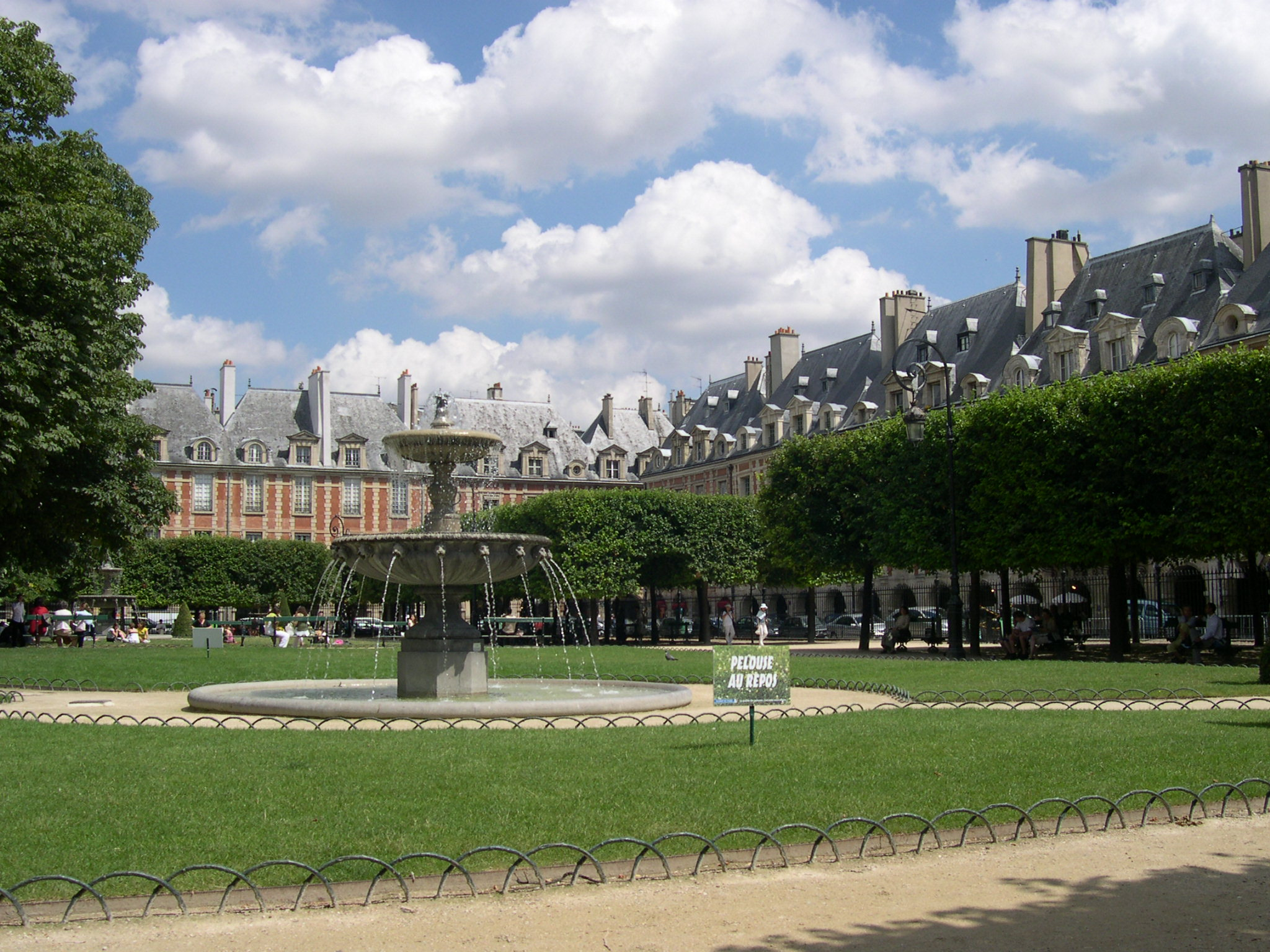
La fontaine sud-est